# Albert Naumann
Rudolf Albert Naumann (* 19. Mai 1875 in Plauen (Dresden); † 14. Juli 1952 in Lübben) war ein deutscher Fechter. Er focht beim Dresdener Fechtklub.

## Erfolge
Naumann nahm an den Olympischen Spielen 1908 in London im Degen- und Säbeleinzel teil. In beiden Wettbewerben schied er in der ersten Runde aus. Bei den Olympischen Spielen 1912 startete er im Floretteinzel. Auch hier kam er mit nur einem Sieg und vier Niederlagen nicht über die Vorrunde hinaus.
Auf nationaler Ebene wurde Naumann 1914 Vierter bei den deutschen Meisterschaften im Florettfechten. 1906 gewann er ein nationales Florettturnier in Berlin, 1911 wurde er ebenfalls mit dem Florett Zweiter bei einem Internationalen Turnier in Dresden.
Um 1909 war Naumann Vorsitzender des Dresdner Fechtklubs.